# Мужская сборная Уганды по хоккею на траве
Мужская сборная Уганды по хоккею на траве — национальная команда по хоккею на траве, представляющая Уганду в международных соревнованиях. Управляется Хоккейной ассоциацией Уганды. Бронзовый призёр чемпионата Африки 1974 года.

## История
Развитие хоккея на траве в Уганде связано с сикхами, которые переселялись сюда из Индии с начала 1920-х годов.
Сборная Уганды участвовала в международных турнирах с 50-х годов. В 1957 году она играла в соревнованиях, посвящённых открытию стадиона «Лугого» в Кампале, в которых также участвовали сборные Кении, Танганьики и Занзибара.
В 1966 году сборная Уганды выиграла чемпионат Восточной Африки, в 1971 году завоевала серебряные медали всеафриканского турнира.
Большинство хоккеистов сборной Уганды были сикхами — в преддверии летних Олимпийских игр 1972 года в Мюнхене это вызвало недовольство президента Уганды Иди Амина, который потребовал, чтобы как минимум шесть игроков были африканцами. Это было выполнено, однако остальные участники олимпийской команды были сикхами.
На Олимпиаде угандийские хоккеисты заняли последнее место в группе, сыграв вничью с будущим чемпионом — сборной ФРГ (1:1), а также Испанией (2:2) и Аргентиной (0:0) и проиграв Пакистану (1:3), Малайзии (1:3), Бельгии (0:2) и Франции (1:3). В стыковом матче за 15-16-е места угандийцы победили Мексику (4:1). Лучшим снайпером команды на олимпийском турнире стал Кулдип Сингх Бхогал, забивший 4 мяча.
В 1974 году сборная Уганды завоевала бронзовые медали чемпионата Африки.
В следующий раз угандийские хоккеисты выступили на крупном международном турнире только в 2000 году, когда заняли 7-е место среди 7 команд на чемпионате Африки.
Сборная Уганды в XXI веке дважды боролась за попадание на летние Олимпийские игры. В 2007 году она заняла последнее, 6-е место на африканском квалификационном турнире, а с турнира 2019 года снялась до его начала.

## Результаты выступлений

### Олимпийские игры
- 1972 — 15-е место
- 1976—2004 — не участвовала
- 2008 — не прошла квалификацию
- 2012—2016 — не участвовала
- 2020 — снялась с квалификации

### Чемпионат Африки
- 1974 —
- 1983—1996 — не участвовала
- 2000 — 7-е место
- 2005—2019 — не участвовала